# Karen Oliveto

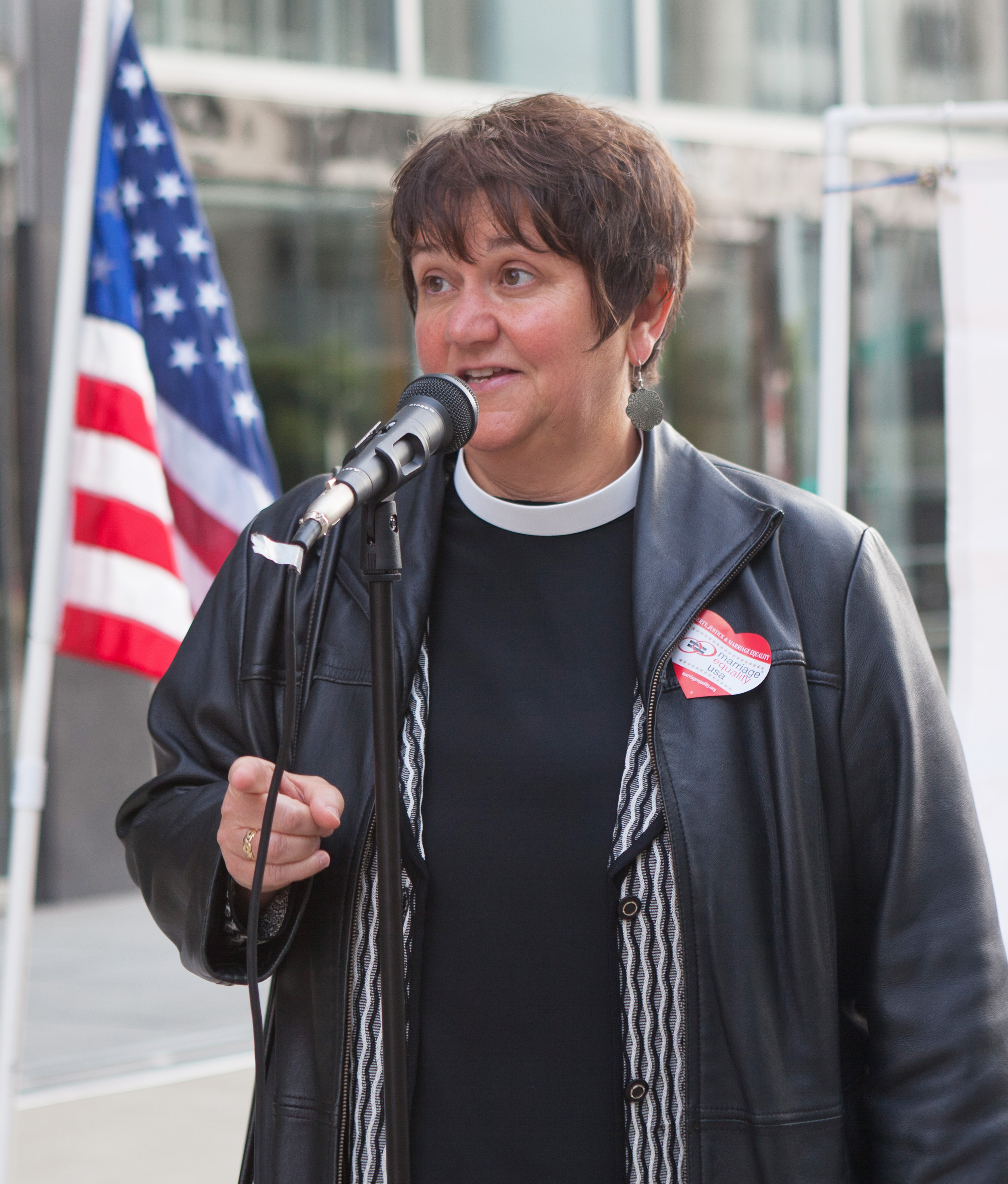
Karen Oliveto, 2011

Karen Oliveto (* 4. April 1958) ist eine US-amerikanische Geistliche. Seit 2016 sie die Bischöfin der Mountain Sky Conference der Evangelisch-methodistischen Kirche und damit die erste offen homosexuelle Bischöfin ihrer Glaubensrichtung.

## Leben
Oliveto wuchs in Babylon, einem Ort auf Long Island im Bundesstaat New York, auf. Seit dem Alter von 11 fühlte sie sich berufen der Kirche zu dienen. Mit 16 hielt sie ihre erste Predigt.
Sie studierte methodistische Theologie an der Drew University in Madison, New Jersey und an der Pacific School of Religion in Berkeley, Kalifornien, wo sie 1983 den Master of Divinity erlangte. Oliveto wurde zur Pastorin ordiniert und arbeitete ab 1983 als Pastorin, zunächst in  Bloomville (New York), später in Kalifornien, zuletzt ab 2008 an der Glide Memorial Church in San Francisco. Des Weiteren war sie ab 2004 als Dozentin für Evangelisch-methodistische Studien an der Pacific School of Religion tätig.
Im Juli 2016 wurde Oliveto zur Bischöfin der Evangelisch-methodistischen Kirche (EmK) gewählt. Sie ist zuständig für die US-Bundesstaaten Colorado, Wyoming, Montana, Utah und einen kleinen Teil Idahos. Oliveto lebt in einer gleichgeschlechtlichen Ehe.
Die Ordination Olivetos verursachte eine Diskussion innerhalb der evangelisch-methodistischen Kirche über den Umgang mit Homosexualität. Bereits unmittelbar nach ihrer Wahl war eine Beschwerde eingereicht worden. Im Januar 2019 kam es zu einem Konzil der Methodisten in St. Louis, nachdem ihr Fall die United Methodist Church an den Rand einer Spaltung brachte. Die 864 Delegierten sprachen sich mit knapper Mehrheit für den Beibehalt des Verbots der gleichgeschlechtlichen Ehe und der Untersagung der Ordinierung von LGTBQ-Personen aus.
Die Western Jurisdiction, die den Westen der Vereinigten Staaten und Deutschland umfasst, kündigte bereits an, sich nicht an die Abstimmung zu halten.